# Иоахим I Нестор
Иоахим I Нестор (нем. Joachim I. Nestor; 24 февраля 1484, Кёльн — 11 июля 1535, Штендаль) — курфюрст Бранденбурга с 1499 года.

## Биография
Иоахим — сын бранденбургского курфюрста Иоганна Цицерона. В 1490—1498 годах проживал во франконских владениях Гогенцоллернов. После смерти отца 15-летний Иоахим в 1499 году вопреки положениям Золотой буллы принял на себя власть в Бранденбурге вместе с 10-летним братом Альбрехтом. Опеку над несовершеннолетними братьями осуществлял их дядя маркграф Фридрих V Ансбах-Байрейтский. Совместное правление продлилось до 1513 года, когда Альбрехт был возведён в сан архиепископа Магдебургского.
Иоахим известен как решительный и жёсткий правитель. Он беспощадно преследовал разбойничавших рыцарей, одновременно укрепляя власть Гогенцоллернов и подавляя местное дворянство. В 1506 году велел повесить семьдесят рыцарей-разбойников, из которых сорок были дворянами. В 1506 году основал Университет Виадрина во Франкфурте-на-Одере, а в 1516 году камеральный суд в Берлине. Издал семейное и наследственное право («Constitutio Joachimica»). В 1524 году после смерти графа Вихмана Линдов-Руппинского присоединил к Бранденбургской марке Руппинское графство.
Иоахим являлся непримиримым врагом Реформации. Его супруга Елизавета, принцесса Датская, напротив была близка идеям лютеранства и в 1528 году сбежала от супруга в Виттенберг. При Иоахиме в Бранденбурге жестоко преследовались евреи. В 1503 году по настоянию сословий Иоахим приказал изгнать евреев из Бранденбурга. В 1510 году берлинский суд принял решение о сожжении тридцати евреев.
В написанном в 1534 году завещании Иоахим наказал своим наследникам сохранить католическое вероисповедание в Бранденбургской марке на все времена. Вопреки династическому закону, принятому его дедом Альбрехтом Ахиллом, Иоахим выделил своему второму сыну Иоганну Новую марку. Титул курфюрста унаследовал его старший сын Иоахим II Гектор. Иоганн Бранденбург-Кюстринский умер, не оставив наследников мужского пола, и Бранденбург вновь объединился при внуке Иоахима I Нестора курфюрсте Иоганне Георге. Иоахим I Нестор был похоронен в доминиканской церкви в Берлине.
Придворным математиком и астрономом Иоахима некоторое время был известный учёный Иоганн Карион, увлёкший курфюрста астрологией.

## Семья
В браке с Елизаветой Датской родились:
- Иоахим II Гектор (13 января 1505—1571), курфюрст Бранденбургский, с 1524 года был женат на Магдалене Саксонской, с 1535 года — на Ядвиге, принцессе Польской;
- Анна (1507—1567), с 1524 года супруга Альбрехта Мекленбургского;
- Елизаветa (1510—1558), с 1525 года жена Эриха I Старшего, герцога Брауншвейг-Люнебургского, с 1546 года — Поппо XII, графа Генненбергского;
- Маргарита (1511—1577), с 1530 года жена Георга I Вольгаст-Померанского, с 1534 года — Иоганна IV Ангальт-Цербстского;
- Иоганн (1513—1571), маркграф Бранденбург-Кюстринский, с 1537 года был женат на Екатерине, принцессе Брауншвейг-Вольфенбюттельской.